# El misterio de la pistola americana
El misterio de la pistola estadounidense (The American gun mystery), publicada en 1933, es la sexta novela policíaca de la serie protagonizada por el joven investigador Ellery Queen. Fue escrita por los escritores estadounidenses Frederick Dannay y Manfred Lee, al año siguiente de sus grandes éxitos El misterio del ataúd griego y El misterio de la cruz egipcia.

## Argumento
Buck Horne y su fiel caballo Injun fueron en el pasado los héroes protagonistas de muchas películas en los primeros días de Hollywood, pero cuando los gustos del público fueron cambiando, Buck encontró que su talento ya no era necesario. Cuesta abajo en su fortuna, se emplea en un espectáculo del Viejo Oeste que hace su presentación en el Coliseo de Nueva York, dando exhibiciones de tiro de fantasía, equitación y todos aquellos trucos que lo hicieron famoso. Con veinte mil personas en las gradas, un grupo de celebridades que incluyen a Ellery Queen en los palcos, y una amplia cohorte de periodistas, noticiarios de cine y fotógrafos que quieren dejar constancia grabada del evento para la posteridad, Buck aparece junto a cuarenta y un vaqueros al galope alrededor de la pista, lanzando gritos y tiros estruendosos que entusiasman al público, hasta que la ex estrella de cine cae con un disparó en el corazón y es pisoteado bajo las galopantes pezuñas.
La sospecha de la muerte recae sobre muchos de los artistas, intérpretes o jinetes del rodeo y el personal auxiliar, e incluso sobre algunas de las celebridades presentes, pero un decisivo y desconcertante punto debe ser explicado antes de que nadie pueda ser detenido. A pesar de las más de veinte mil personas que son testigos del hecho y de una búsqueda que abarca toda la pista y el gran escenario, incluso el hecho de que todo el evento es revisado por medio de las grabaciones fílmicas, el arma del crimen no puede ser hallada. Ellery Queen trabaja en su manera lógica habitual siguiendo los pasos del inteligente asesino, hasta conseguir establecer una trampa y revelar los dos hechos clave: la identidad del asesino y el escondite del arma.

## Crítica y significación literaria
La solución del misterio en esta novela de Queen, sin ser descabellada en su planteamiento, se aparta en muchos aspectos de las normas establecidas en los relatos de misterio de la llamada Edad de Oro del género. Se convierte en inusual al involucrar en el ámbito de la delincuencia empresas públicas positivamente reconocidas como el mundo del rodeo y en general el negocio del espectáculo estadounidense. También, a diferencia del clásico criminal solitario merodeando entre las sombras alrededor de una casa, la acción se sitúa en el extremo opuesto, con un crimen cometido ante la mirada de veinte mil espectadores y los objetivos de las cámaras.
Los capítulos finales, sin embargo, pese a romper las habituales reglas de «juego limpio con el lector» hasta entonces respetadas por Ellery Queen, muestran una grandeza de concepción en la que los elementos dispersos, aún aquellos aparentemente más imaginativos o surrealistas, vuelven a estar unificados de manera plausible por un ejercicio deductivo pleno de lógica interna. El desarrollo es en ocasiones algo seco y quizás menos inspirado que en los relatos anteriores, agudizando un problema general en las primeras obras de Ellery Queen, en las que la brillantez de la solución no siempre va acompañada de una descripción realista de las acciones delictivas. Con todo, el asunto central de la desaparición de la pistola está bien tramado en todos los sentidos.
La inclusión de un objeto típicamente estadounidense como la «pistola» en la serie de relatos de Queen con títulos que incluyen gentilicios (el sombrero romano, el zapato holandés, el ataúd griego, la cruz egipcia, etc.) pudo venirles obligada a los autores Dannay y Lee por una cierta demanda del público, y el entusiasmo de los estadounidenses por el manejo de las armas. Algún tiempo antes de la aparición de la novela, un gran espectáculo de evocación del Viejo Oeste fue presentado en Nueva York con desbordante éxito y quizá ello fue también motivo de inspiración para los escritores, al igual que para el escritor policíaco Stuart Palmer, que en 1932 escribe sobre la misma base su novela Murder on wheels.
En el mismo año 1933 Dannay y Lee publicaron también la siguiente novela de la serie: El misterio de los hermanos siameses, así como los primeros relatos cortos de Las aventuras de Ellery Queen.
En España la novela apareció inicialmente publicada por editorial Germán Plaza en una edición popular. Con posterioridad ha sido también incluida en sus colecciones por Picazo, Editorial Aguilar y Carroggio Editores.